# Накаґава Терухіто
Накаґава Терухіто (яп. 仲川 輝人; нар. 27 липня 1992, Префектура Канаґава, Японія) — японський футболіст, що грав на позиції нападника.

## Клубна кар'єра
У дорослому футболі дебютував 2015 року виступами за команду клубу «Йокогама Ф. Марінос».

## Кар'єра в збірній
Дебютував 2019 року в офіційних матчах у складі національної збірної Японії. У формі головної команди країни зіграв 2 матчі.

## Статистика виступів
| Збірна Японії | Збірна Японії | Збірна Японії |
| Рік           | Матчі         | Голи          |
| ------------- | ------------- | ------------- |
| 2019          | 2             | 0             |
| Загалом       | 2             | 0             |

## Досягнення
- Чемпіон Японії: 2019
- Найкращий бомбардир Чемпіонату Японії: 2019